# Elise Thérèse Daiwaille
Elise Thérèse Koekkoek-Daiwaille (Amsterdam, 5 mei 1814 - Koblenz, 2 juni 1881) was een Nederlandse schilderes en lithograaf.

## Leven en werk
Daiwaille was een dochter van Jean Augustin Daiwaille en Catharina Elisabeth Waller. Ze leerde het schilderen van haar vader en schilderde vooral stillevens met bloemen en vruchten. Ze publiceerde Principes des fleurs et des fruits, een album met zes litho's met vruchtenstudies. 
Daiwaille trouwde in 1833 met de schilder Barend Cornelis Koekkoek (1803-1862), uit dit huwelijk werden vijf dochters geboren. Het echtpaar vestigde zich kort na het huwelijk in Duitsland. Hun huis in Kleef, waar zij van 1847 tot 1869 woonden, is tegenwoordig een museum. Daiwaille overleed op 67-jarige leeftijd.